# 笠舟螺
笠舟螺（学名：Calyptraea extinctorium），是中腹足目舟螺科舟螺属的一种。主要分布于印度尼西亚、台湾，常栖息在浅海沙底、浅海、沿岸。